# 弯药树科
弯药树科(Columelliaceae)又名虎葛科只有1属4种，分布在从哥伦比亚到玻利维亚的安第斯山区。
本科植物为常绿乔木或灌木，有苦味；单叶对生，无托叶；花非常特殊，有两根雄蕊，每根雄蕊上有一个大的圆形弯曲的花药，弯出部分形成两个耳垂式的突起，花瓣5；果实为蒴果。
1981年的克朗奎斯特分类法将其列在蔷薇目，1998年根据基因亲缘关系分类的APG 分类法认为无法放在任何一个目中，直接列在II类真菊分支之下，可以选择性与离水花科合并，2003年经过修订的APG II 分类法维持原分类。